# Distrito de Minamimuro
El distrito de Minamimuro (南牟婁郡 Minamimuro-gun?) es un distrito localizado en la prefectura de Mie, Japón. En junio de 2019 tenía una población de 18.753 habitantes y una densidad de población de 112 personas por km². Su área total es de 167,75 km².

## Pueblos y villas
- Kihō
- Mihama

- Datos: Q1131464